# Dario Tamburrano
 (juillet 2014).
Si vous disposez d'ouvrages ou d'articles de référence ou si vous connaissez des sites web de qualité traitant du thème abordé ici, merci de compléter l'article en donnant les références utiles à sa vérifiabilité et en les liant à la section « Notes et références ».
Dario Tamburrano, né le 27 août 1969 à Rome, est un homme politique italien, membre du Mouvement 5 étoiles.

## Biographie
Orthodontiste de profession, Dario Tamburrano a été élu au Parlement européen lors des élections européennes de 2014, où il siège au sein du groupe Europe de la liberté et de la démocratie directe.